# Albi
Albi [alˈbi] ist eine französische Gemeinde und die Hauptstadt des Départements Tarn in der Region Okzitanien mit 50.605 Einwohnern (Stand: 1. Januar 2022). Albi ist Sitz eines katholischen Erzbischofs. 2010 wurde das Ensemble des Bischofsviertels in die Liste des UNESCO-Welterbes aufgenommen. Die Einwohner werden Albigenser (französisch: Albigeois) genannt.

## Geografie
Albi liegt rund 80 Kilometer nordöstlich von Toulouse in der Mitte Südfrankreichs. Durch Albi fließt der Fluss Tarn.

## Geschichte

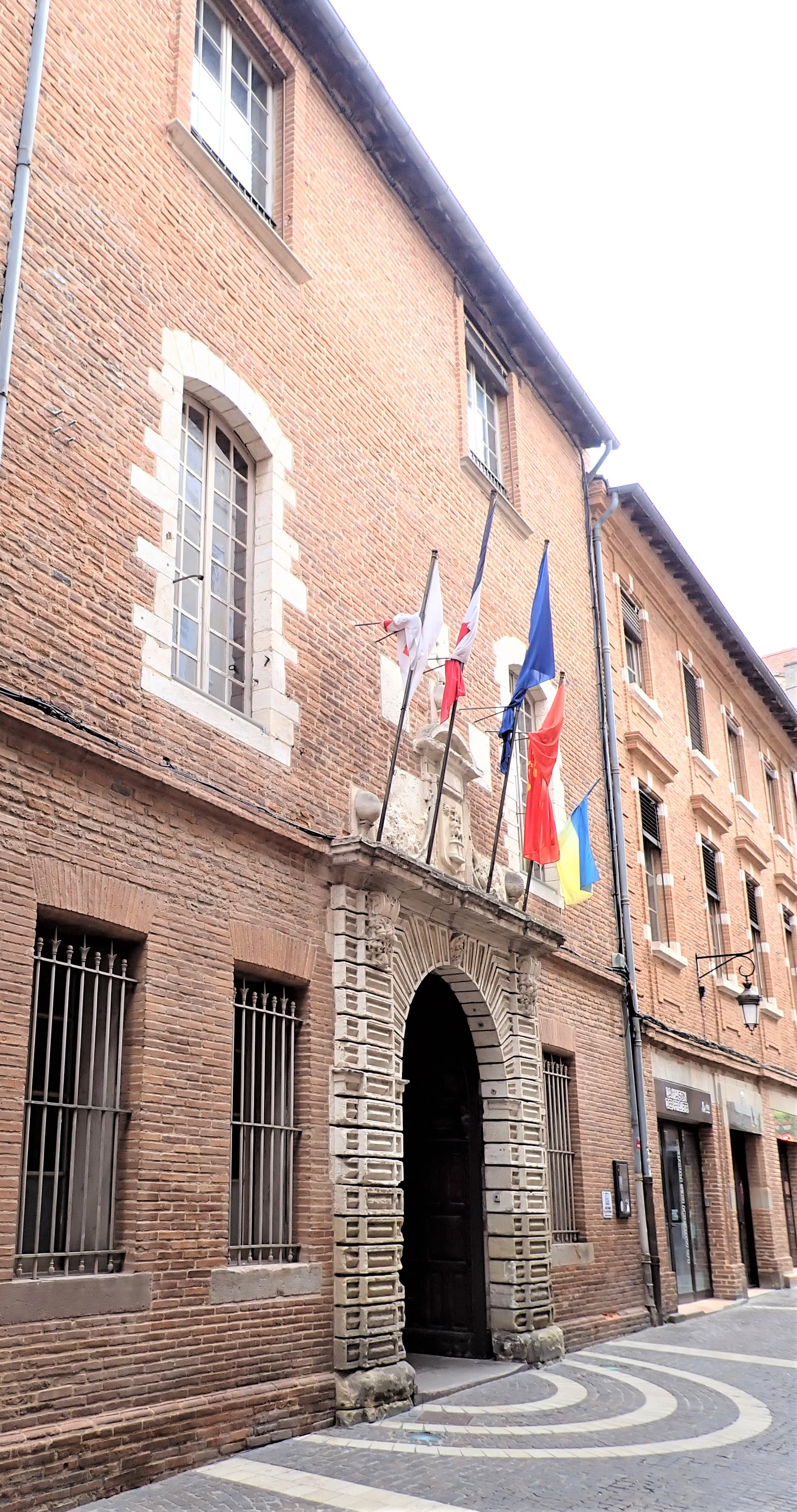
Rathaus von Albi

Bereits die Römer haben eine Stadt namens Civitas Albiensium angelegt. Im Jahre 843 übernahm Karl der Kahle die Herrschaft über die Stadt.
Nach Albi wird die religiöse Gemeinschaft der Katharer, die im Mittelalter schweren Verfolgungen durch die Kirche ausgesetzt war, auch Albigenser genannt. In den Albigenserkriegen zwischen 1209 und 1229 wurde Albi beinahe vollständig zerstört.
Im Jahre 1678 wurde die Stadt Sitz eines Erzbischofs, seit 1790 ist sie Präfektur des Départements Tarn. 
Aufgrund der nahegelegenen Ansiedlung des Stahlunternehmens Société des Haute-furaux, forge et aciéries du Saut-du-Tarn und der von Jean Jaurès unterstützen Streiks von Carmaux gründete sich 1896 die durch Arbeiter selbstverwaltete Glashütte von Albi, die unter anderem von Rudolf Diesel als sichtbares Beispiel für frühe Produktionsgenossenschaften referenziert wurde. Das Unternehmen besteht bis heute als Genossenschaft VOA Verrerie d'Albi zur Herstellung technischer Gläser fort. 

### Albi in der Zeit des Vichy-Regimes
In Saint-Antoine befand sich 1940 das unter dem Namen Camp de la Viscose bekannte Internierungslager, wo „neben Zivilinternierten sechs Prestatairekompagnien untergebracht“ waren. Nach der Fondation pour la mémoire de la déportation (FMD) hielten sich in dem Lager im Juli – August 1940 886 Internierte auf, darunter 112 Deutsche, von denen wiederum 86 jüdischen Glaubens waren. Viele dieser Deutschen hatten zuvor in der Internationalen Brigade im Spanischen Bürgerkrieg gekämpft.
Nach der Kapitulation Frankreichs am Ende des Westfeldzugs verlangten die deutschen Besatzer auch die Auslieferung der in Albi internierten Deutschen. Die französischen Behörden widersetzten sich zunächst diesem Verlangen mit der Begründung, die Prestataires seien Zivilinternierte, die den französischen Soldaten gleichgestellt seien; sie dürften nicht an Deutschland ausgeliefert werden. Im Laufe des Augusts beugten sich die Franzosen jedoch, und am 8. Oktober 1940 wurden 674 Deutsche aus dem Camp de la Viscose an die deutschen Behörden übergeben. Über deren Schicksal ist nichts bekannt.
Jean Joseph Aimé Moussaron, der Erzbischof von Albi, war 1942 Mitunterzeichner eines Protestbriefs gegen die unmenschliche Behandlung der Juden durch das Vichy-Regime. Er wies die Geistlichen des Departements an, beim Verstecken jüdischer Kinder zu helfen und taufte auch jüdische Familien, um sie vor Verfolgungen zu schützen.
Moussaron organisierte auch die heimliche Aufnahme jüdischer Flüchtlinge in bestimmten katholischen Einrichtungen der Region. Am 12. Juni 1944 wurde er von der Gestapo verhaftet und für acht Tage im Gefängnis von Toulouse inhaftiert. Am 21. Juli 2009 wurde Jean-Aime Moussaron von der Gedenkstätte Yad Vashem als Gerechter unter den Völkern anerkannt.
Von 1943 bis 1944 war Albi Sitz einer Garnison der Wehrmacht.
In einem Bericht von in Toulouse stationierten amerikanischen Quäkern vom 17. Oktober 1945 wird von einem sowjetischen Lager zwei Kilometer außerhalb von Albi berichtet. Dort sollen sich 1.200 Männer aufgehalten haben, alles russische Soldaten, die in Deutschland im Untergrund gekämpft hätten. Sie alle seien bereit gewesen, sofort in die UdSSR zurückzureisen. Dass es sich um russische Soldaten gehandelt habe, die in Deutschland im Untergrund gekämpft hätten, ist jedoch sehr unwahrscheinlich. Vermutlich handelte es sich um von den Alliierten aus deutschen Lagern befreite Russen, für die mehrere Lager in Frankreich eingerichtet worden waren, darunter das Lager Camp de Creysse bei Creysse (Dordogne).

## Wappen
| Wappen von Albi | Blasonierung: „In Rot ein goldener hersehender laufender Löwe auf einer gemauerten silbernen Zinnenmauer mit zwei offenen Rundtoren und gezogenen silbernen Gittern. Das goldene Patriarchensteckkreuz mit Kleeblattarmenden hinter der Mauer wird rechts von einem silbernen nach außen gekehrten Halbmond mit Gesicht und links von einer goldenen gesichteten Mittagssonne begleitet.“ |
| Wappen von Albi | |

## Sehenswürdigkeiten

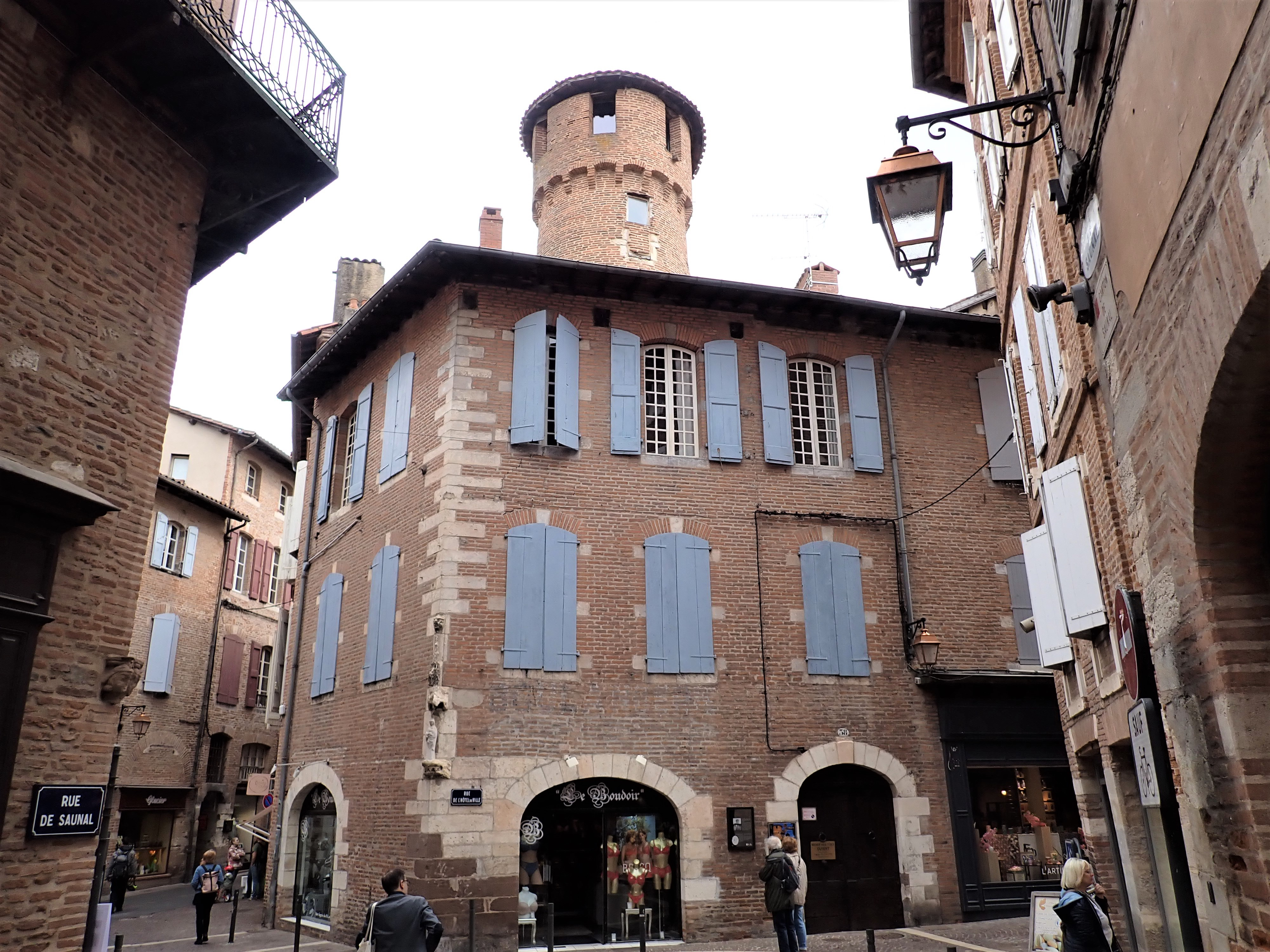
Hôtel de Saunal, 16. Jahrhundert

- Bischofsviertel (Cité épiscopale d'Albi): Das Bischofsviertel ist das Herzstück der historischen Altstadt Albis, mit der Kathedrale Sainte-Cécile, der Kirche Saint-Salvi und dem Bischofspalast (Palais de la Berbie). 2010 wurde dieses urbane Ensemble in die Liste des UNESCO-Welterbes aufgenommen.
- Museum Toulouse-Lautrec d’Albi: Im Bischofspalast befindet sich ein Museum, welches dem in Albi geborenen Maler Henri de Toulouse-Lautrec gewidmet ist. Neben vielen seiner Werke sind auch zahlreiche Gemälde anderer Künstler, wie etwa Edgar Degas und Auguste Rodin, zu sehen.

Siehe auch: Liste der Monuments historiques in Albi

## Bildungsstätten
- École nationale supérieure des mines d’Albi-Carmaux
- Centre universitaire de formation et de recherche Jean-François-Champollion d’Albi

## Landwirtschaft
Im Umkreis wird ein Großteil der Nahrungsversorgung der Stadt in Permakultur angebaut. Bis 2020 soll Albi sich durch Produkte aus einem Umkreis von 60 km komplett selbst versorgen. Damit soll die Stadt Vorbild für andere Städte in Europa sein.

## Persönlichkeiten
Söhne und Töchter:

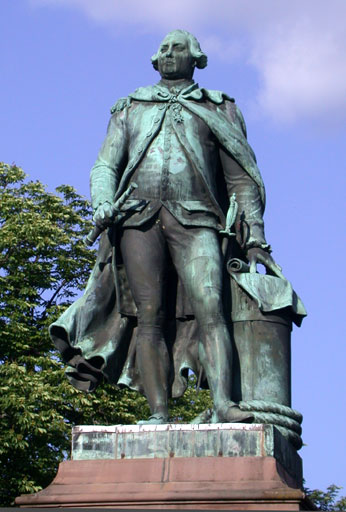
Denkmal für Jean-François de Lapérouse

- Claude Boyer (1618–1698), Bühnenautor und Mitglied der Académie française
- Michel Le Clerc (1622–1691), Bühnenautor, Übersetzer und Mitglied der Académie française
- François Sudre (1787–1862), Musiklehrer und Erfinder der Plansprache Solresol
- Raymond Adolphe Séré de Rivières (1815–1895), Ingenieur und General
- François Combes (1816–1890), Geschichtsschreiber
- Auguste Miquel (um 1816–1851), Mathematiker
- Taxile Doat (1851–1938), Keramiker
- Edouard de Perrodil (1860–1931), Radsportler, Autor und Journalist.
- Henri de Toulouse-Lautrec (1864–1901), Maler und Lithograph
- Pierre Benoit (1886–1962), Schriftsteller
- Michel Folco (* 1943), Fotograf und Schriftsteller
- Joële Van Effenterre (* 1945), Filmeditorin und Regisseurin
- Marie-Christine Boutonnet (* 1949), Politikerin
- Gérard Onesta (* 1960), Politiker, von 1999 bis 2009 Stellvertretender Präsident des Europäischen Parlaments
- Pierre Boussaguet (* 1962), Jazzmusiker
- Anne Zenoni (* 1971), Fußballnationalspielerin
- Cédric Coutouly (* 1980), Radrennfahrer
- Youssef Ben Ali (* 1987), tunesisch-katarischer Handballspieler
- Maïva Hamadouche (* 1989), Boxerin
- Lilian Calmejane (* 1992), Radrennfahrer
- Billal Bennama (* 1998), Boxer
- Alexa Lemitre (* 1998), Hindernisläuferin

Personen mit Beziehung zur Stadt:
- Pierre Amalric (1923–1999), französischer Augenarzt und Geschichtswissenschaftler
- Jean-François de Lapérouse (1741–1788), Seefahrer, Weltumsegler und Geograph, im Château de Gô bei Albi geboren. In Albi ist ein Gymnasium nach ihm benannt
- Georges Pompidou (1911–1974), Politiker und Staatspräsident; verbrachte seine Schulzeit in Albi

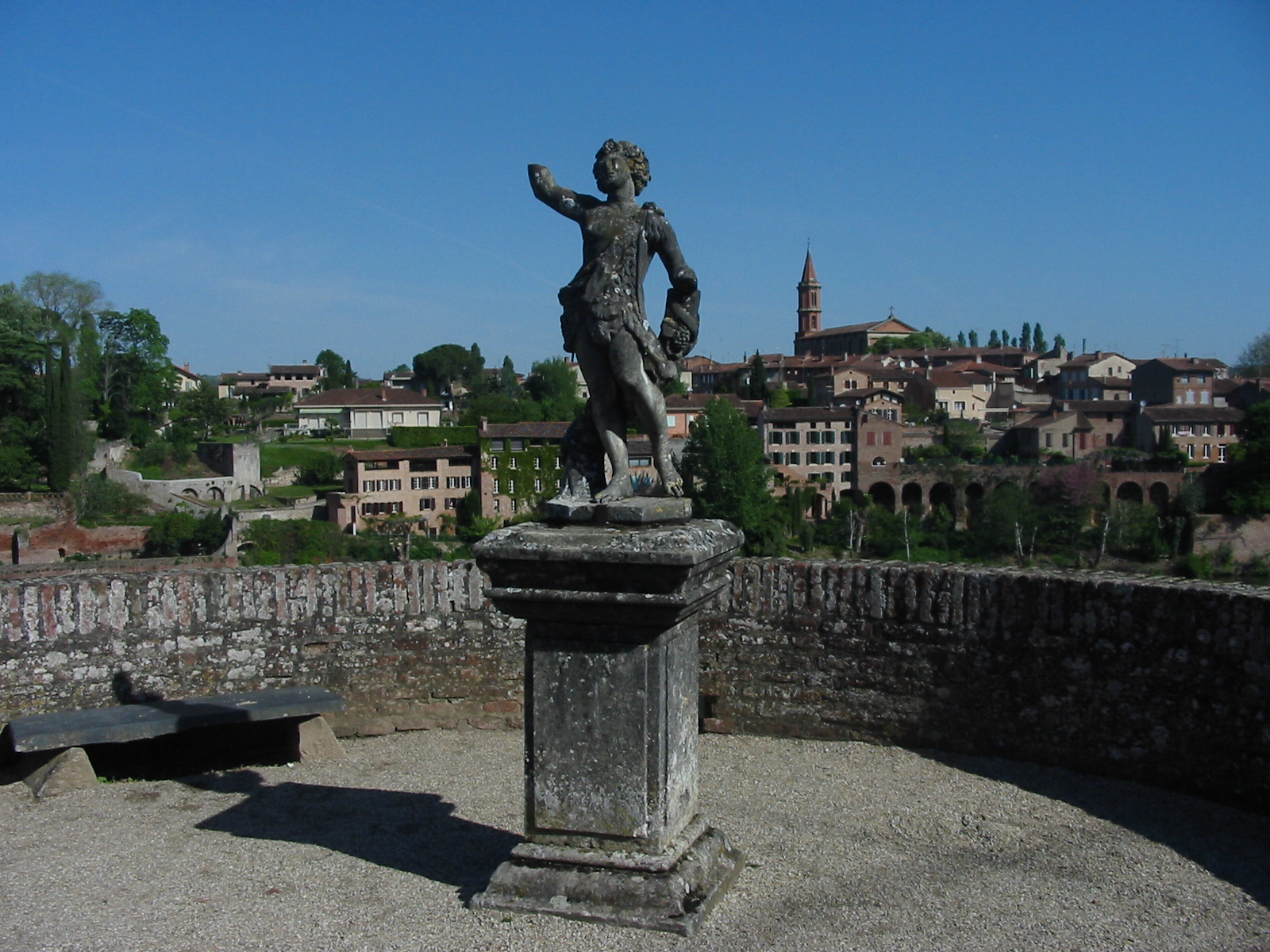
Statue am Palais de la Berbie
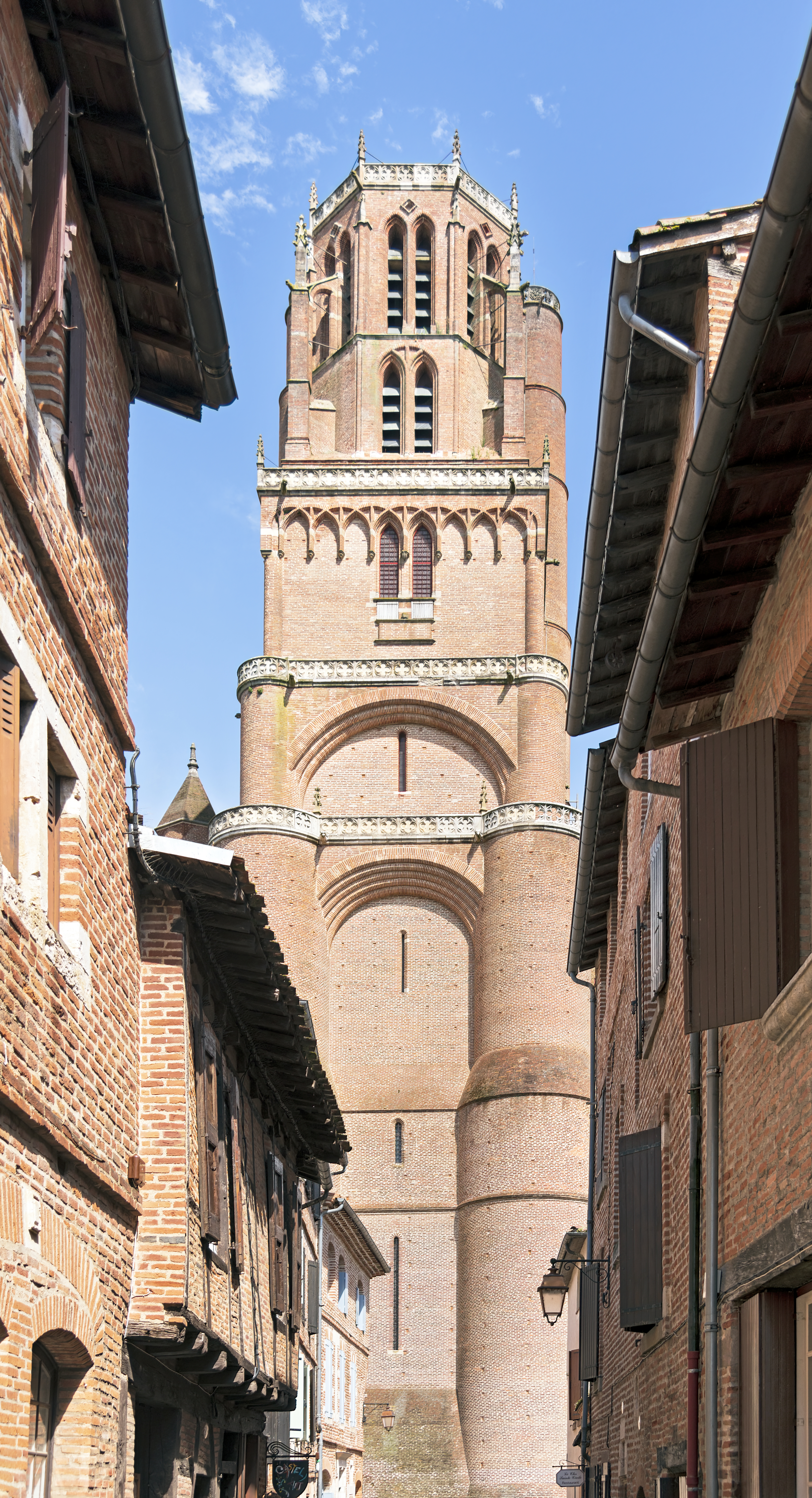
Kirchturm der Kathedrale Sainte-Cécile
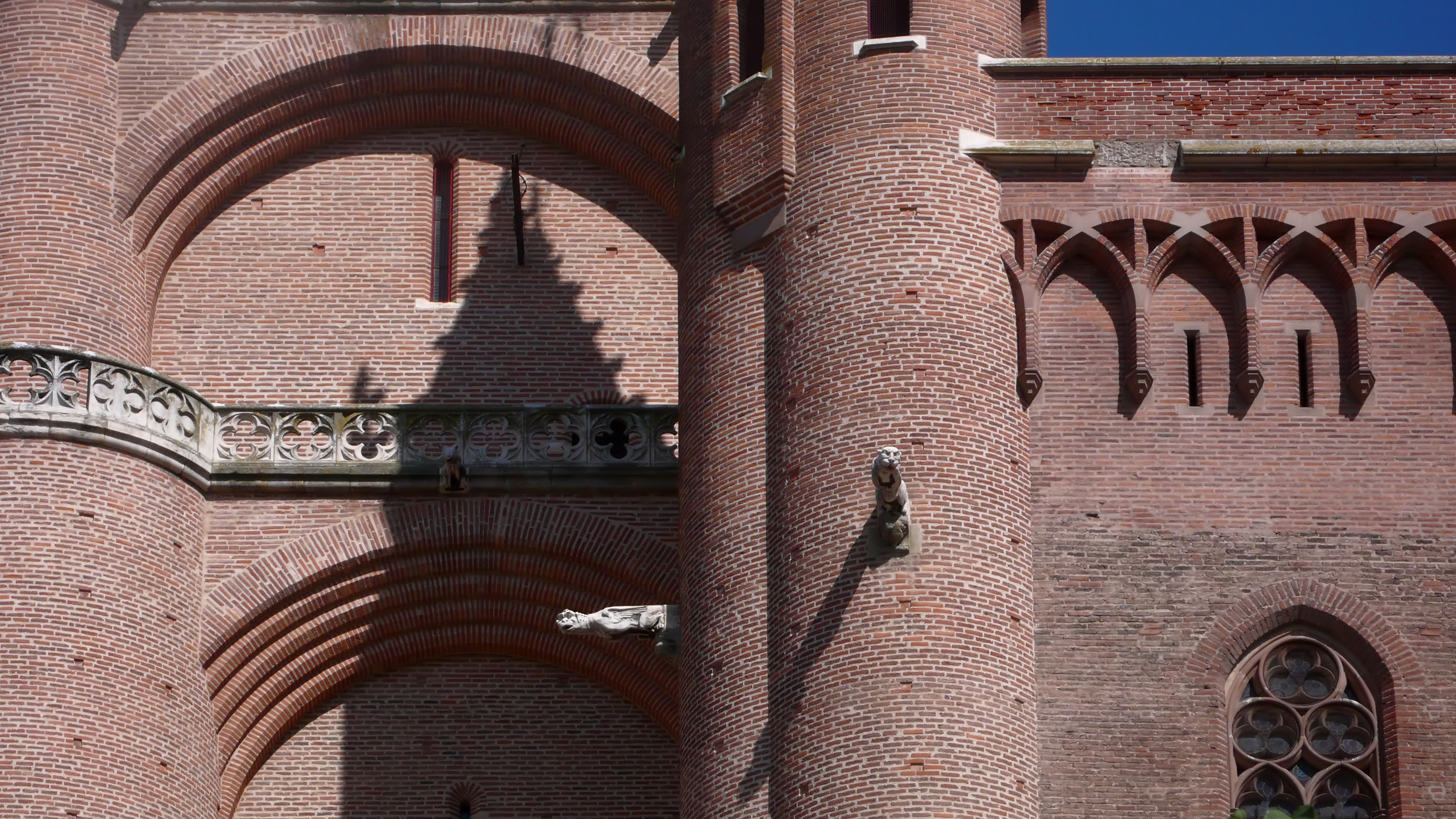
Kathedrale Sainte-Cécile, Südseite
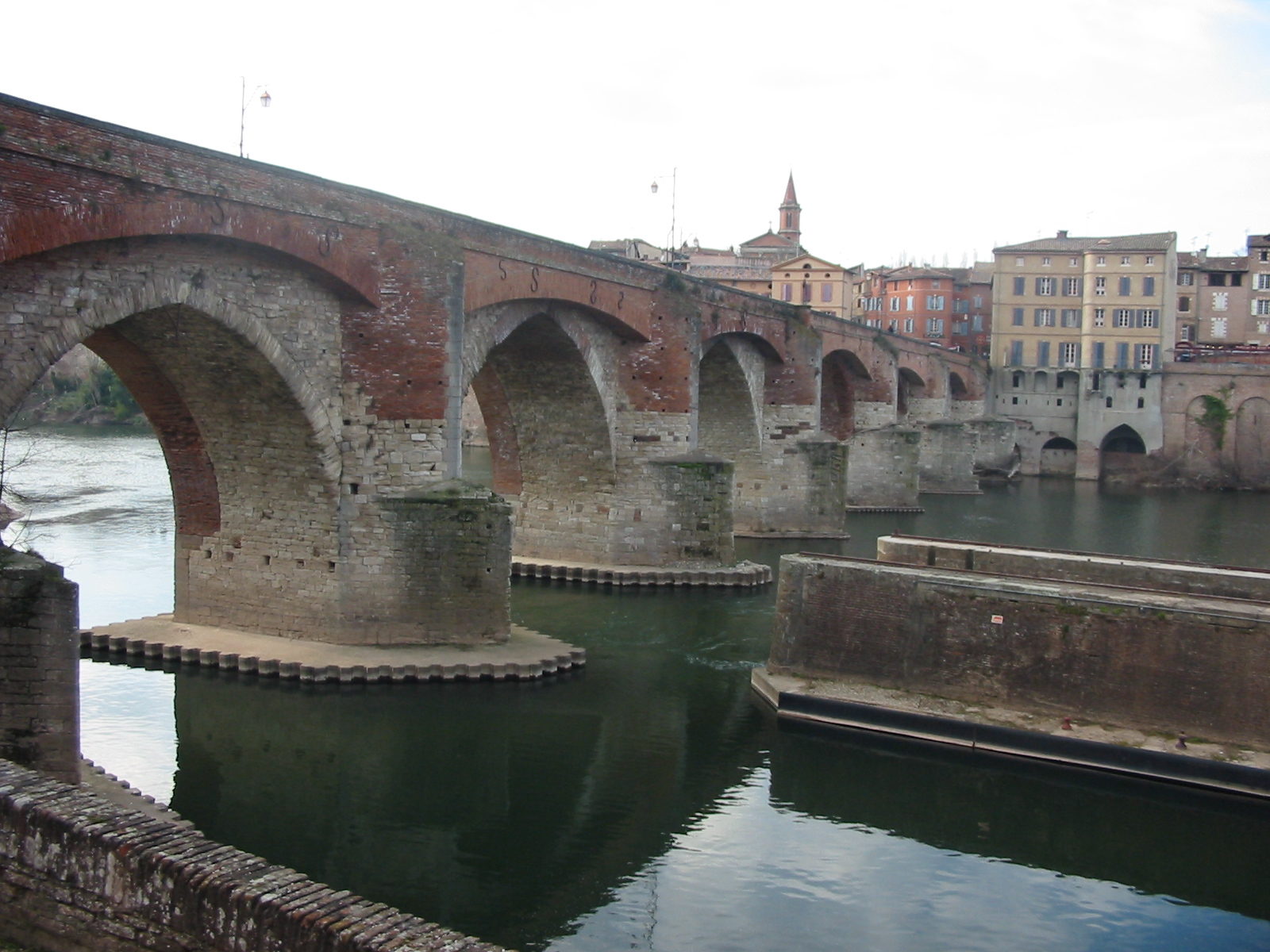
Pont Vieux (Alte Brücke) über den Tarn
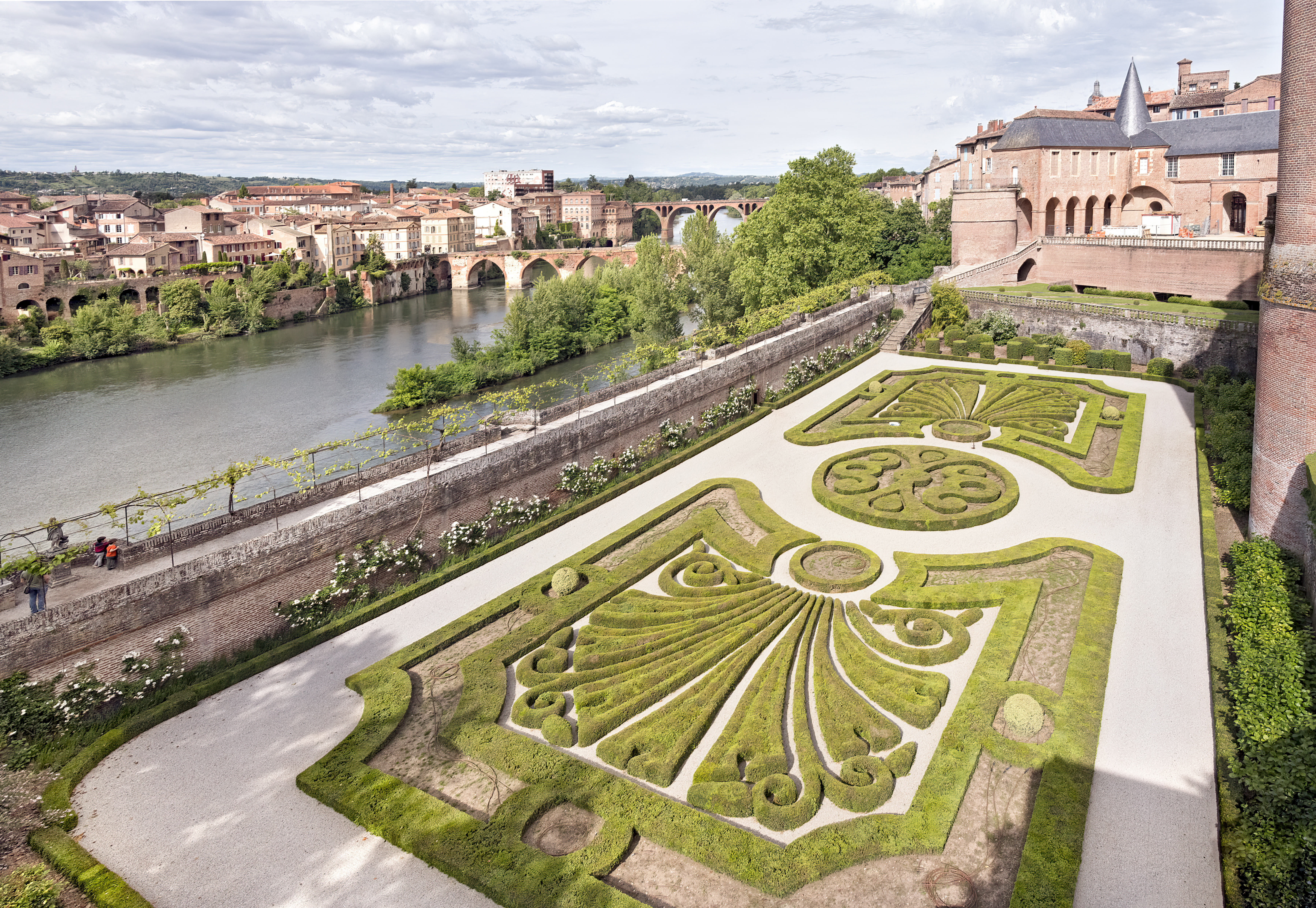
Garten des Palais de la Berbie
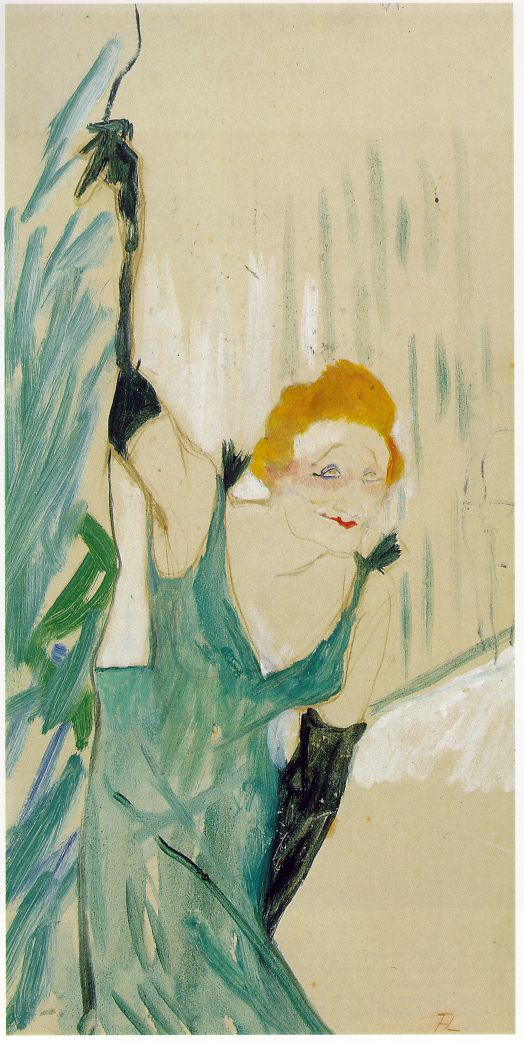
Henri Toulouse-Lautrec: Yvette Guilbert salue le public (1894), Gouache, 48 cm × 28 cm, Musée Toulouse-Lautrec

## Städtepartnerschaften
- Girona in Katalonien, Spanien, seit 1985[12]
- Palo Alto in Kalifornien, Vereinigte Staaten, seit 1994
- Lijiang in Yunnan, China, seit 2012

## Marskrater
Nach Albi ist der Marskrater Albi benannt.